# Elena Gheorghe
Elena Gheorghe (n. 30 iulie 1985, București, România) este o cântăreață de muzică pop-dance și latino română, cu origine aromână din partea tatălui. Născută și crescută în București, Elena a debutat pe scena muzicii populare la vârsta de trei ani, cântând un duet împreună cu mama sa, cântăreața de muzică populară Marioara Man Gheorghe. În adolescență a participat la câteva festivaluri naționale, iar în anul 2000 Elena câștigă trofeul festivalului „Ursulețul de aur” din Baia Mare pentru interpretarea cântecului „One Moment in Time” a lui Whitney Houston.
În anul 2001, concurează la Festivalul de la Mamaia și este cel mai tânăr participant al acelei ediții, după care a făcut parte din trupa Viva, alături de Adela Popescu.
La finele anului 2002, Elena Gheorghe devine vocea principală a formației Mandinga, alături de care lansează două albume de studio: ...de corazón (2003) și Soarele meu (2005), cel din urmă, devenind un succes comercial în România, a primit discul de aur pentru vânzări de peste 15.000 de exemplare. Piesa „Soarele meu” a fost înscrisă în Selecția Națională pentru desemnarea reprezentantului României la Concursul Muzical Eurovision 2005 și a obținut locul al patrulea. În 2006, Elena Gheorghe a părăsit trupa Mandinga.
Ulterior, cântăreața a semnat un contract cu Roton, iar albumul său de debut, intitulat Vocea ta (2006) a fost un succes comercial în România, Elena devenind una dintre cele mai de succes interprete naționale. La finele anului 2006, ea a participat la prima ediție a concursului Dansez pentru tine, unde l-a avut ca partener pe Cornel Ogrean, alături de care a obținut locul al treilea în marea finală a concursului, care a avut loc la data de 20 noiembrie 2006.
Pe parcursul anului 2008 Elena a lansat două materiale discografice noi: albumul de muzică aromânească, Lilicea Vreariei, și cel de muzică latino Te ador. Cele două discuri au marcat începutul colaborării Elenei cu o altă casă de discuri, Cat Music.
În ianuarie 2009, interpreta a câștigat concursul Selecția Națională cu piesa „The Balkan Girls” și a reușit să câștige prima poziție, obținând din partea juriului și a publicului un total de 22 de puncte. Prin câștigarea acestei competiții, Elena a fost desemnată reprezentanta României la Concursul Muzical Eurovision 2009, ediție desfășurată la Moscova (Rusia), unde s-a clasat pe locul al nouăsprezecelea.
În 2010 a scos mai multe discuri single, printre care Disco Romancing și Midnight sun, iar în 2011 s-a căsătorit cu trombonistul Cornel Ene, cu care are un fiu, Nicholas Răzvan.
În 2012, Elena a lansat Your Captain Tonight și Amar Tu Vida, iar la sfârșitul anului a scos albumul Disco Romancing în Mexic, Italia, Spania și Japonia. La începutul anului 2013, Elena a lansat Ecou, în colaborare cu Glance, desemnată ulterior drept cea mai difuzată piesă din România timp de 8 săptămâni, conform Media Forest.

## Biografie

### Copilăria și primele activități muzicale (1985 - 2001)
Elena Gheorghe s-a născut în București, România, în familia preotului Gheorghe Gheorghe. Mama sa, Marioara Man Gheorghe, provine dintr-o familie de muzicieni, ea însăși fiind cântăreață de muzică populară. Sora sa, Ana a urmat o carieră în jurnalism, iar fratele său Costin este fotbalist.
Fiind încurajată de familia sa cu ascendenți „machedoni”, Elena debutează la vârsta de trei ani pe scena muzicii populare, alături de mama sa, cântând compoziția tradițională „Sus în deal, în poieniță”. În clasa a cincea se înscrie la Palatul Național al Copiilor, unde urmează lecții de canto și ulterior devine solista Cercului Armonia, alături de care participă la diverse concursuri din țară. În școala gimnazială a practicat handbal și a cântat la serbările organizate în instituție, iar în adolescență a participat la câteva festivaluri naționale.
În anul 2000 Elena câștigă trofeul festivalului „Ursulețul de aur” din Baia Mare pentru interpretarea cântecului „One Moment in Time” a lui Whitney Houston. De asemenea, ea participă la Festivalul Mamaia, la secțiunea interpretare, cu piesa „Dau viața mea”. Având șaisprezece ani, a fost cel mai tânăr participant din anul respectiv. Acolo a întâlnit-o pe Adela Popescu, alături de care a cântat pentru o scurtă perioadă în trupa Viva. În adolescență, Elena a studiat actoria și a urmat lecții de canto clasic în cadrul Liceul de Muzică „Dinu Lipatti”.

### Debutul și cariera alături de Mandinga (2002 - 2005)
La finele anului 2002, un grup de tineri muzicieni, format din Alex Burcea, Florin Siia, Marius Ciupitu și Cornel Ene o invită pe Elena Gheorghe să devină vocea principală a proiectului lor muzical. Structura formației se definitivează prin cooptarea lui Cătălin Ene la claviatură și pian. Concertând sub numele Mandinga, grupul capătă treptat popularitate în România, iar la data de 6 iunie ei cântă în deschiderea concertului susținut de Ráfaga.
Primul album al formației, intitulat ...de corazón începe să fie comercializat în România din data de 26 iunie 2003. Promovarea albumului a constat în trei concerte de lansare și un mini-turneu în cele mai importante orașe din țară. Cântecul „Doar cu tine” a fost extras ulterior pe disc single și a beneficiat de un videoclip. În anul 2004 Elena Gheorghe a continuat să concerteze alături de Mandinga, pentru a promova albumul ...de corazón, interpretând un program latino-american divers: jazz latin, salsa, merengue, latino și cumbia.
În vara anului 2005 începe comercializarea celui de-al doilea album de studio al formației Mandinga. Materialul discografic, intitulat Soarele meu, este promovat sub reprezentarea casei de discuri Roton. Cântecul omonim este extras pe disc single și are parte de promovare solidă în România. Tot în anul 2005, Elena începe colaborarea cu Laurențiu Duță, compozitorul acestui single. Albumul Soarele meu devine un succes comercial în România, primind discul de aur pentru vânzări de peste 15.000 de exemplare. Piesa „Soarele meu” este înscrisă și în Selecția Națională pentru desemnarea reprezentantului României la Concursul Muzical Eurovision 2005 și obține locul al patrulea.
În februarie 2006, Elena decide să întrerupă colaborarea cu Mandinga și pornește la drum cu șapte instrumentiști talentați. Ulterior, ea semnează un contract cu Roton și începe să înregistreze cântece pentru albumul său de debut. Grupul Mandinga și-a schimbat radical componența după plecarea Elenei, și continuă să activeze până în prezent.

### Proiectul «Vocea ta» și participarea laDansez pentru tine(2006 - 2007)
În ianuarie, 2006 Elena Gheorghe își deschide propria școală de dans, numită Pasitos. În primăvara anului 2006, ea începe să organizeze preselecții pentru instrumentiștii care aveau să facă parte din trupa sa de show artistic. Echipa formată inițial din Cornel Ene (trombon), Laurențiu Duță (compozitor), Ana Gheorghe (PR) și Marius Mates (manager) a pus bazele carierei independente ale Elenei Gheorghe.
Cântecul de debut al Elenei, intitulat „Vocea ta”, beneficiază de un videoclip lansat în mai 2006, și s-a bucurat de succes în clasamentele muzicale din România. Din punct de vedere stilistic materialul discografic urmează o linie latino, cu influențe și elemente pop, discul conținând și un remix al hitului „Soarele meu”.
În luna august a anului 2006, Elena a cântat în deschiderea concertului formației belgiene Vaya Con Dios, care a avut loc în Mangalia, în ultima zi a Festivalului Callatis.
La finele anului 2006 Elena Gheorghe participă la prima ediție a concursului Dansez pentru tine, unde îl are ca partener pe Cornel Ogrean, alături de care obține locul al treilea în marea finală a concursului, care a avut loc la data de 20 noiembrie.
În ianuarie, 2007 a fost filmat un videoclip pentru cel de-al doilea cântec extras pe single de pe albumul Vocea ta, intitulat „Ochii tăi căprui”. Acesta a fost difuzat des la posturile de radio românești, situându-se pe poziția #21 în clasamentul Romanian Top 100. La scurt timp, Elena a câștigat un premiu acordat de Radio România Actualități, fiind desemnată „Interpreta anului 2006”, iar cântecul „Vocea ta” a fost nominalizat la categoria „Cea mai bună piesă a anului 2006”.
În august 2007, la ceremonia premiilor Romanian Top Hit-Music Awards 2007, „Ochii tăi căprui” câștigă premiul pentru „Cea mai bună piesă a anului 2007”.

### Evoluția artistică (2008)

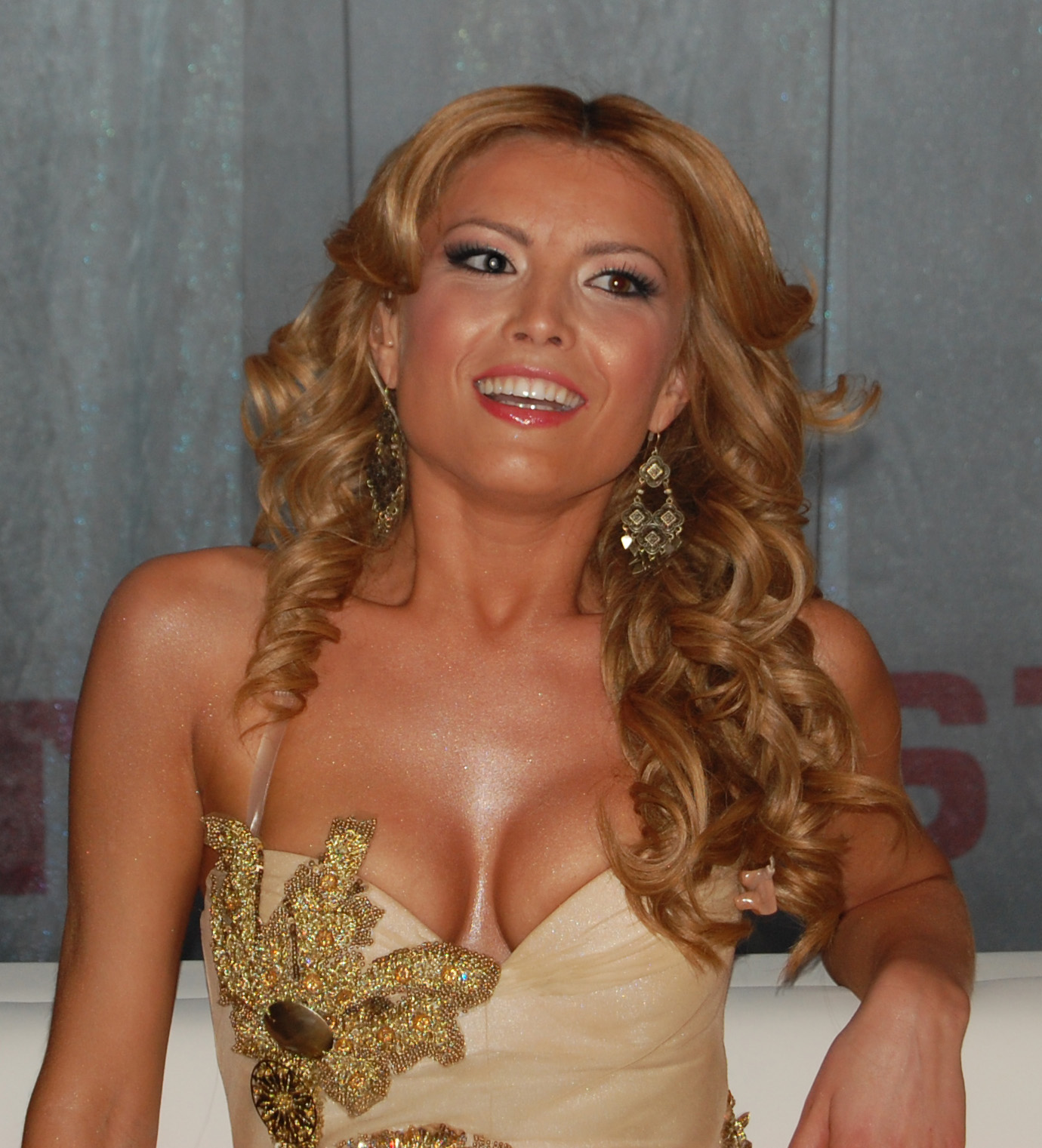
Elena la Eurovision

Înregistrările la un nou album de studio încep în toamna anului 2007, iar la finele aceluiași an, Elena Gheorghe semnează un nou contract cu o altă casă de înregistrări, Cat Music. La finele anului 2007 începe comercializarea celui de-al doilea album din cariera interpretei, intitulat Te ador. Discul single omonim a beneficiat de un videoclip și de o campanie de promovare, iar cântecul a devenit unul dintre cele mai mari succese ale Elenei în România, ajungând pe poziția #24 în Romanian Top 100.
Din punct de vedere stilistic, cele unsprezece compoziții muzicale incluse pe acest album sunt preponderent latino, asemănătoare celor lansate anterior de către interpretă. Discul conține și o colaborare, numită „My Superstar”, cu Ciro de Luca, component al formației Todomondo, care a reprezentat România la Concursul Muzical Eurovision 2007 din Helsinki, cu melodia „Liubi, liubi, I love you”.
Cel de-al doilea și ultimul cântec promovat de pe albumul Te ador este intitulat „Până la stele”.
La finele anului 2008, Elena Gheorghe lansează primul său album de compilație, Lilicea Vreariei. Materialul discografic conține treisprezece melodii cântate în limba aromână, printre care se numără și duete cu Gică Coadă, dar și interpretări independente. Lansarea celor două albume, Lilicea Vreariei și Te ador, este răsplătită cu premiul de onoare al revistei Confidențial.

### Participarea laConcursul Muzical Eurovision(2009)

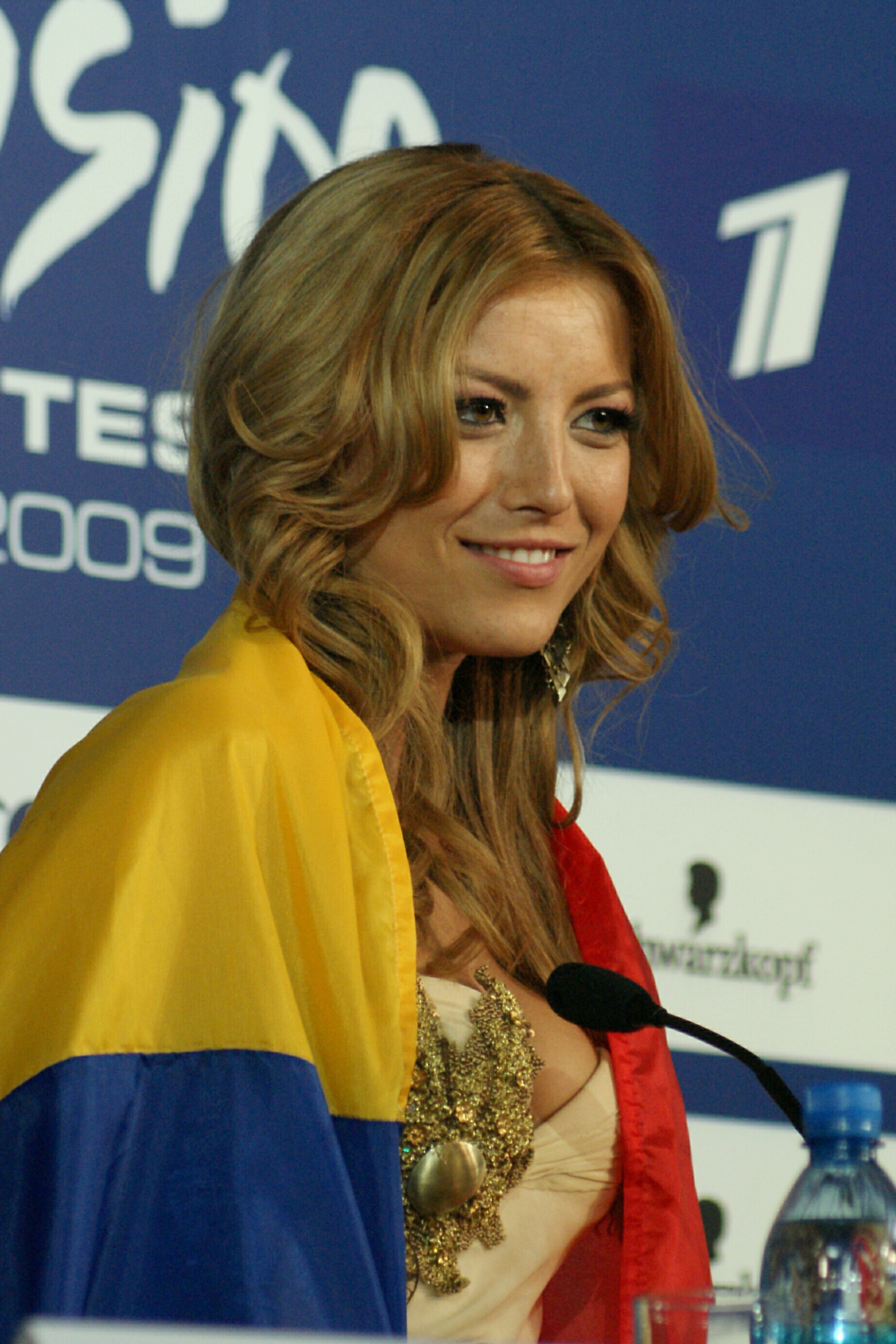
Elena la Moscova, Rusia (2009)

La finele anului 2008, Elena Gheorghe înregistrează cântecul „The Balkan Girls”, compus și produs de Laurențiu Duță. În ianuarie 2009, piesa a fost înscrisă în concursul Selecția Națională și a reușit să câștige prima poziție, obținând din partea juriului și a publicului un total de 22 de puncte.
Cântecul „The Balkan Girls” a fost judecat de jurnaliștii români ca o șansă a României de a obține un loc onorabil la Concursul Muzical Eurovision 2009.
„Românii au motive să spere într-o clasare pe un loc onorabil la finala internațională: solista știe să cânte, fizicul o ajută, piesa e antrenantă, chiar dacă nu e o culme a originalității. Cu un show mult mai bine gândit decât cel de la București (ar trebui eliminată faza răsuflată cu dezbrăcatul pe scenă, care se tot practică de prin anii '70) și cu o orchestrație mai atent dozată (elementele sonore specific balcanice aproape că trec neobservate), Elena și echipa ei pot ajunge în jumătatea superioară a topului. ”—Diana Popescu, jurnalistă a cotidianului Gândul
Ulterior, piesa „The Balkan Girls” a fost parțial reorchestrată, noua versiune a liniei melodice fiind influențată mai puternic de muzica balcanică tradițională. În primăvara anului 2009 a început oficial campania de promovare a Elenei Gheorghe în Europa, videoclipul oficial al cântecului „The Balkan Girls” fiind lansat în martie. Turneul adiacent a fost compus dintr-o serie de mini-concerte în orașe de precum Londra sau Berlin, unde Elena Gheorghe s-a întâlnit cu câțiva dintre ceilalți participanți la Eurovision, printre care Nelly Ciobanu, Lidia Kopania, Susanne Georgi și Kejsi Tola.
Din cauză că reprezentanții României la Concursul Muzical Eurovision 2008, Nico și Vlad Miriță, au obținut prin intermediul piesei „Pe-o margine de lume” locul douăzeci în clasificația generală a competiției, Elena Gheorghe a fost obligată să concureze în prima semifinală de la Moscova, pe 12 mai, în care s-a clasat pe locul al nouălea, cu 67 de puncte. În urma acesteia, artista a reușit să se califice în finala ținută pe 16 mai în Olympisky Arena, unde a obținut poziția 19 din 40 de locuri, având un total de 40 de puncte.
După Eurovision, Elena Gheorghe a fost acuzată de Daily Mail că a făcut playback în timpul reprezentației. Același tabloid britanic o dădea pe Lucia Dumitrescu, care făcea parte din vocea de fundal, ca fiind cea care a cântat în locul Elenei. Conform acestora, Lucia s-ar fi aflat în spatele Elenei ținând un microfon în mână. Dan Manoliu, conducătorul delegației românești, a calificat acuzațiile drept „o mare tâmpenie”, ele fiind dezmințite și de Dumitrescu, iar Elena a considerat acuzația ca fiind „ridicolă”.

### Disco Romancing(2010-2012)
În mai 2010 artista lansează videoclipul piesei Disco Romancing, piesă care s-a situat pe primul loc în clasamentul întocmit pe baza numărului de difuzări la radio.
În mai 2011 lansează videoclipul piesei „Midnight Sun”, regizat de Dragoș Buliga, extrasă de pe discul single lansat în noiembrie 2010. În ianuarie 2011 a interpretat pentru prima dată cântecul Waiting, la emisiunea 'Neatza cu Răzvan și Dani de pe Antena 1, promovând în martie 2012, la aceeași emisiune, și cântecul Your Captain Tonight.
În august 2011 au loc filmările la videoclipul Hot Girls, la care colaborează cu Cornel „Doni” Donici. Piesa s-a bucurat de succes și a fost desemnată imnul verii la postul de televiziune Pro7 (Germania), după ce în anii anteriori hituri semnate de Lenny Kravitz sau Katy Perry ocupaseră aceeași poziție.
Pe 31 decembrie 2011, de Revelion, a susținut un concert în Câmpina, alături de formația VH2. Pe 23 ianuarie 2012 a pozat într-un pictorial pentru revista Unica, apărând pe coperta revistei din februarie 2012.
Din martie 2012 face parte din juriul emisiunii „M-a făcut mama artist” de pe Prima TV, alături de Corina Bud, Dan Teodorescu și Connect-R.
În mai 2012, Elena scoate piesa „Amar Tu Vida” (Iubește-ți viața), care s-a bucurat de succes în topurile din Spania și care ulterior a beneficiat și de o variantă în colaborare cu artistul Dr. Bellido.
În noiembrie 2012, Elena lansează albumul „Disco Romancing”, exclusiv pentru piețele muzicale din Japonia, Italia, Spania și Mexic. Tot în aceeași lună, Elena pleacă în Japonia timp de o săptămână pentru promovarea albumului și susține concerte în Tokyo și Osaka. În decembrie 2012, Elena a lansat single-ul „De Crăciun”.

### Ecou,Mamma MiașiÎn bucăți(2013 - prezent)

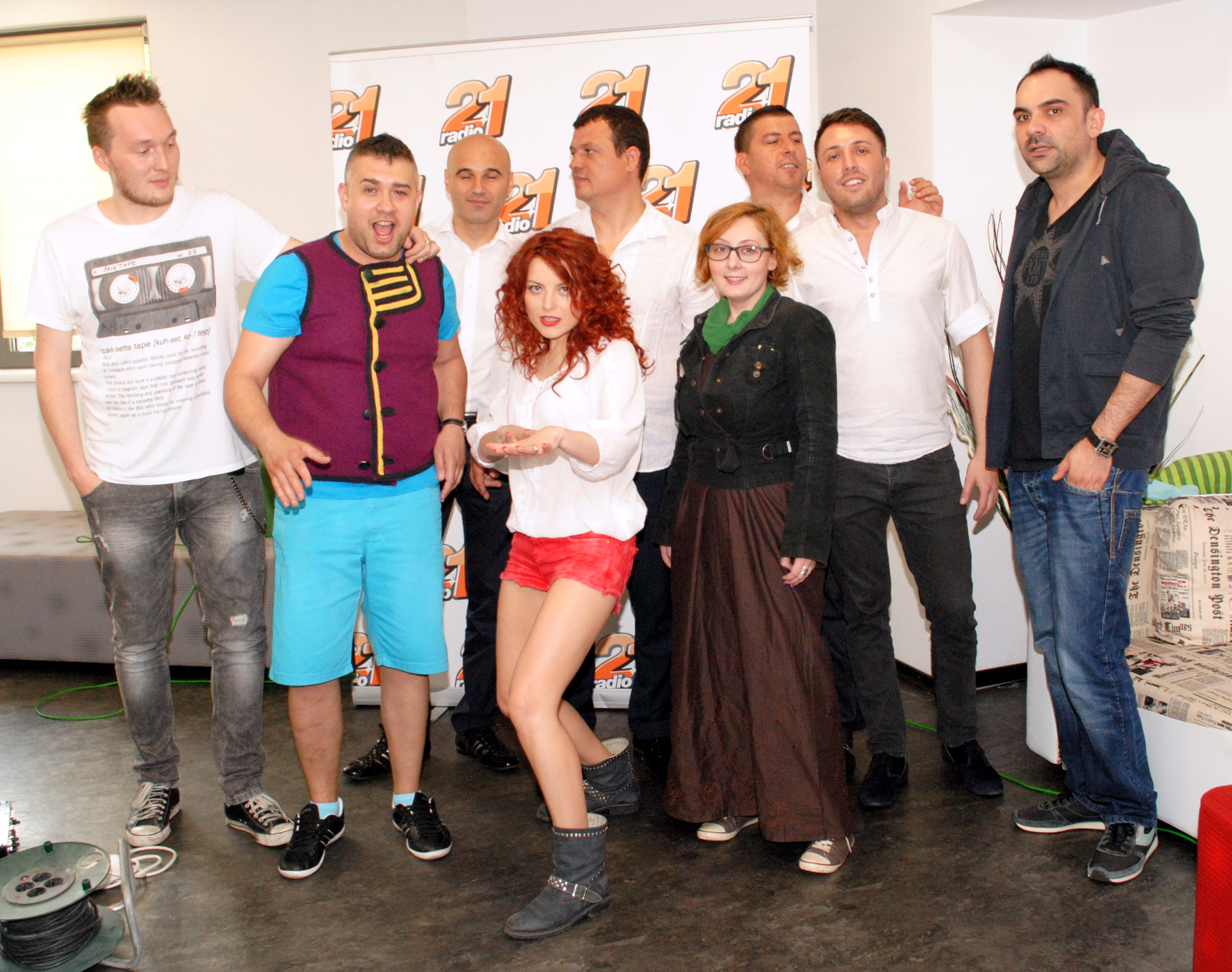
Elena Gheorghe alături de formația Steaua di Vreari în 2013

În martie 2013, Elena a lansat în colaborare cu artistul hip-hop Glance piesa „Ecou”, compusă de producătorul muzical Laurențiu Duță. Single-ul a staționat timp de 8 săptămâni consecutiv pe prima poziție în topul Media Forest și a fost desemnat drept cea mai difuzată piesă a verii în România. Piesa i-a adus Elenei premiul Featuring Top Hit 2013 la premiile Romanian Top Hits, nominalizări la 4 categorii în cadrul Romanian Music Awards și premiul Media Forest Award la Media Music Awards.
În septembrie 2013, Elena a lansat piesa și clipul “Până dimineața”, însoțite și de primul manifesto al unui artist pop roman: “Don’t Grow Up. It’s a Trap”.
În decembrie 2013, Elena păstrează tradiția începută anul precedent și, drept cadou pentru fanii săi, lansează “O simplă melodie”, care beneficiază și de un videoclip special.
În aprilie 2014 apare single-ul “De neînlocuit”, împreună cu un lyric-video, iar o lună mai tarziu, în mai 2014, artista colaborează din nou cu Glance pentru single-ul „Mamma Mia”, piesă care adună în doar 24 de ore de la lansare peste 150.000 de vizualizări pe Youtube. Succesul piesei depășește granițele țării și ocupă primele poziții în topurile din Spania, Polonia și Italia și este promovată și în USA, Canada, Columbia, Mexic, Venezuela, Rusia, Croația, Coreea, Slovenia, Turcia, Bolivia, Peru, Bulgaria și Țările Scandinave. În a doua jumătate a anului 2014 și începutul anului 2015, Elena a susținut o serie de concerte în Spania, Polonia și Italia, în cadrul Mamma Mia Tour.
Alături de Kazibo Music, Elena a mai realizat încă o colaborare de succes împreună cu Glance și a lansat în luna octombrie 2014, piesa „În bucăți”, însoțită și de un videoclip care scoate în evidență talentul actoricesc al Elenei. Piesa s-a bucurat de aprecieri și a reușit să strângă peste un milion de vizualizări pe Youtube în doar o săptămână de la lansare.
La începutul lunii decembrie, Elena a lansat piesa “Polul Nord (Brrr…)”, o colaborare cu Adrian Cristescu și UDDI. Producția a beneficiat și de un videoclip.
În 2015, Elena a inițiat proiectul “Love Moments by Elena”, o serie de sesiuni live, pe canalul ei de youtube și pe 15 ianuarie lansează, o variantă reorchestrată și interpretată într-o manieră personală piesa “Eminescu”, un omagiu adus marelui poet român, Mihai Eminescu, cu ocazia zilei naționale dedicate acestuia.
Seria „Love Moments” a fost continuată la finele lunii ianuarie de o altă piesă a sa, “De neînlocuit”, iar pe 12 februarie, drept cadou de Ziua Îndrăgostiților, artista a împărtășit cu publicul o parte viața personală și povestea de dragoste cu soțul său, Cornel Ene, cu o variantă rearanjată a piesei „Până la stele”, lansată în 2008. Videoclipul conține imagini de la nunta artistei, din arhiva personală.
În februarie 2015, în pregătirea sărbătorii de Ziua Mamei, de pe 8 martie, Elena a lansat cântecul „Mama”, în colaborare cu F. Charm. Piesa a beneficiat și de un videoclip, în care Elena apare alături de mama sa, dar și de fiul său, Nicholas, sora sa, Ana, fiul acesteia și bunica, “Dada”.

## Viața personală
Pe data de 1 august 2011 s-a căsătorit civil cu trombonistul Cornel Ene, fost membru al formației Mandinga. În decembrie 2011 a născut un băiețel, Nicholas Răzvan, iar pe 15 iulie 2017 a născut o fetiță, Amelie Nicole.